# Samia Suluhu
Pour les articles homonymes, voir Hassan.
Samia Suluhu, née le 27 janvier 1960 au Zanzibar (alors protectorat britannique, aujourd'hui en Tanzanie), est une femme d'État tanzanienne. Elle est présidente de la république unie de Tanzanie depuis le 19 mars 2021.
Membre du parti Chama cha Mapinduzi (CCM), elle est d’abord ministre dans la région semi-autonome de Zanzibar.
De 2010 à 2015, elle est députée pour la circonscription électorale de Makunduchi ainsi que ministre d'État pour les Affaires de l'Union. En 2014, elle est élue vice-présidente de l'Assemblée constituante chargée de rédiger la nouvelle constitution du pays.
À la suite des élections générales de 2015, elle devient la première femme élue vice-présidente de la République, au côté du président John Magufuli. Réélue en 2020, elle devient présidente de la République après la mort de Magufuli en 2021, et est la première femme à occuper cette fonction.

## Biographie

### Enfance et éducation
Samia Suluhu Hassan naît dans le protectorat de Zanzibar. Après avoir terminé ses études secondaires en 1977, elle rejoint le ministère de la Planification et du Développement. Elle poursuit en parallèle un certain nombre de formations. En 1986, elle obtient un diplôme de l'Institut de la gestion du développement (aujourd'hui université Mzumbe) avec un diplôme en administration publique.
Diplômée, elle travaille sur un projet financé par le Programme alimentaire mondial. Entre 1992 et 1994, elle reprend des études à l'université de Manchester et obtient un diplôme de troisième cycle en économie,. 

### Débuts politiques
Samia Suluhu se lance en politique en 2000. Elle est élue membre de la Chambre des représentants de Zanzibar et est nommée ministre par le président Amani Abeid Karume. Elle est la seule ministre femme de premier rang dans le cabinet, et constate des attitudes quelquefois sexistes de ses collègues masculins. En 2005, elle est réélue et est de nouveau nommée ministre, avec un autre portefeuille[Lequel ?].

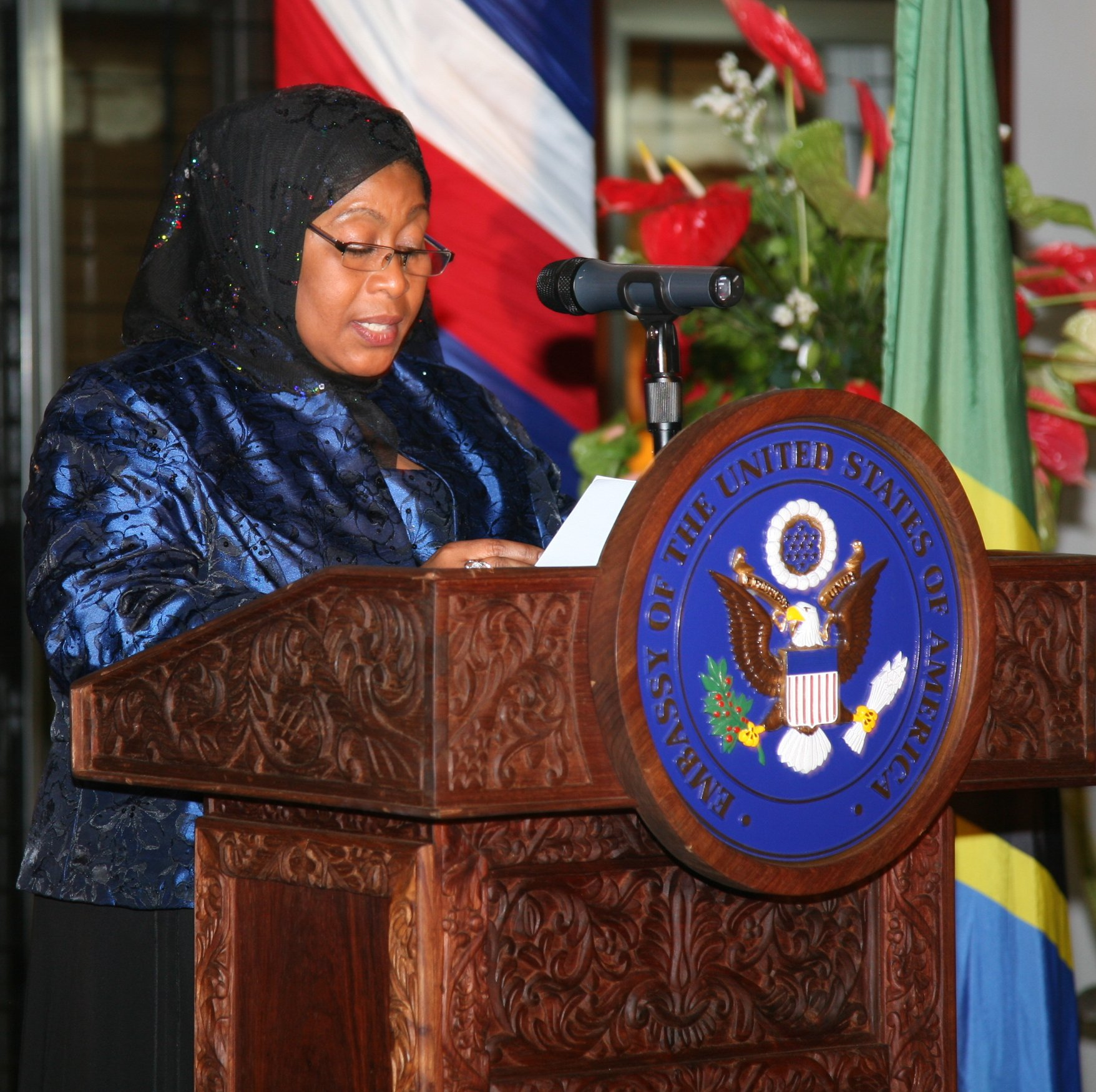
Samia Suluhu en 2011.

En 2010, elle est de nouveau candidate à l'Assemblée nationale, dans la circonscription électorale de Makunduchi et gagne par plus de 80 % des suffrages exprimés. Le président Jakaya Kikwete la nomme alors ministre d'État pour les Affaires de l'Union. En 2014, elle est élue vice-présidente de l'Assemblée constituante chargée de rédiger la nouvelle constitution du pays. Elle reprend à nouveau des études, en formation continue, et obtient en 2015 une maîtrise en développement économique communautaire via un programme proposé conjointement par l'université libre de Tanzanie et de l'université du sud du New Hampshire.

### Vice-présidente de la république unie de Tanzanie
En juillet 2015, le candidat du CCM à la présidentielle, John Magufuli, la choisit comme colistière pour l'élection présidentielle, incluse dans les élections générales tanzaniennes de 2015 ; elle est la première femme choisie comme colistière par un candidat à une élection présidentielle tanzanienne,. Elle devient aussi la première femme vice-présidente de la République de l'histoire du pays, à la suite de la victoire de John Magufuli,. L'Afrique de l'Est n'avait pas connu une femme assumant une fonction de vice-présidente depuis plus d'une décennie. C'était Specioza Wandira-Kazibwe, vice-présidente de l'Ouganda de 1994 à 2003.
Le ticket Magufuli-Suluhu l’emporte à nouveau lors de l’élection présidentielle de 2020.

### Présidente de la république unie de Tanzanie
Le 17 mars 2021, Samia Suluhu annonce à la télévision la mort du président Magufuli. Elle prend sa succession en prêtant serment deux jours plus tard, le 19 mars, chargée de réaliser le reste du deuxième mandat du président défunt. Elle est la première femme et la deuxième personne originaire de Zanzibar à occuper la fonction, après Ali Hassan Mwinyi.  
À son arrivée au pouvoir, elle doit toutefois composer avec plusieurs difficultés. Jusque là inconnue du grand public, ne disposant pas de grands réseaux, elle est par ailleurs de confession musulmane alors que, note Le Figaro, « au sein de son parti, le Chama cha Mapinduzi (CCM), les militants d'un christianisme agressif, ne manquent pas ».
Lors de son assermentation, Samia Suluhu lance un appel à l'unité, faisant face à un pays divisé notamment par les politiques de son prédécesseur John Magufuli, qualifiées d'autoritaires et caractérisées par une centralisation du pouvoir à la manière d'un parti unique,. Pourtant, le chef du parti d'opposition Chadema, Freeman Mbowe, est arrêté quelques mois après pour terrorisme, accusations qui seront plus tard abandonnées. Peu après sa libération, en mars 2022, Mbowe est invité par la présidente Suluhu pour discuter de « questions d'intérêt national » et celui-ci déclare après la rencontre que la présidente lui aurait assuré « que tous les Tanzaniens seraient traités de la même manière, peu importe le parti politique auquel ils appartiennent ». Lors d'un voyage en Belgique en février 2022, Samia Suluhu rencontre également Tundu Lissu, candidat pour le Chadema à l'élection présidentielle de 2020, pour discuter de questions politiques tanzaniennes et du retour de ce dernier au pays,. Virulent critique du président Magufuli, celui-ci vit en exil depuis septembre 2017, ayant été victime d'une agression armée dont il est ressorti grièvement blessé par balles, il revient toutefois au pays pour les élections de 2020.   
Contrairement à son prédécesseur, Samia Suluhu et son gouvernement mettent en place des efforts afin de freiner la propagation du virus de Covid-19 au sein de la population tanzanienne. Des quarantaines obligatoires de 14 jours sont imposées aux voyageurs provenant de pays où de nouvelles mutations du SARS-CoV-2 sont apparues et il est requis des visiteurs de porter le masque facial, de se désinfecter et de pratiquer la distanciation sociale.  
En août 2021, Samia Suluhu suscite une polémique après avoir affirmé publiquement que les joueuses du club de football féminin tanzanien ne sont pas suffisamment attrayantes pour pouvoir se marier. Elle fait notamment état de leurs poitrines « trop plates », pouvant ainsi laisser « penser que ce sont des hommes et non des femmes ».
En février 2022, Samia Suluhu lève les restrictions qui s'appliquaient alors à quatre journaux du pays plutôt favorables à l'opposition, qui avaient été empêchés d'agir par la suspension de leurs licences en 2017 lors de la présidence de John Magufuli. Même si la présidente avait fait la promesse d'améliorer l'état de la liberté de presse, à deux reprises son gouvernement a suspendu durant quelques jours les licences de médias ayant contrevenu à la Loi sur les services médiatiques, une loi accordant au gouvernement le droit de suspendre ou de fermer des médias en cas de diffamation, de sédition ou de diffusion de fausses déclarations. Le ministre de l'Information, des Communications et de la Technologie de Samia Suluhu affirme qu'il est dans les plans du gouvernement de réformer cette loi afin de rétablir « un climat favorable pour les médias indépendants ».
Le 19 janvier 2025, les membres de son parti politique Chama Cha Mapinduzi (CCM), la désignent comme candidate du parti pour des élections générales d'octobre 2025.

## Vie privée
En 1978, elle épouse Hafidh Ameir. Ils ont quatre enfants : leur deuxième fille, Mwanu Hafidh Ameir, née en 1982, est membre de la Chambre des représentants de Zanzibar.